# Ancien Bureau du Commissaire français et ancien Quartier général de l'Armée française à Kouang-Tchéou-Wan

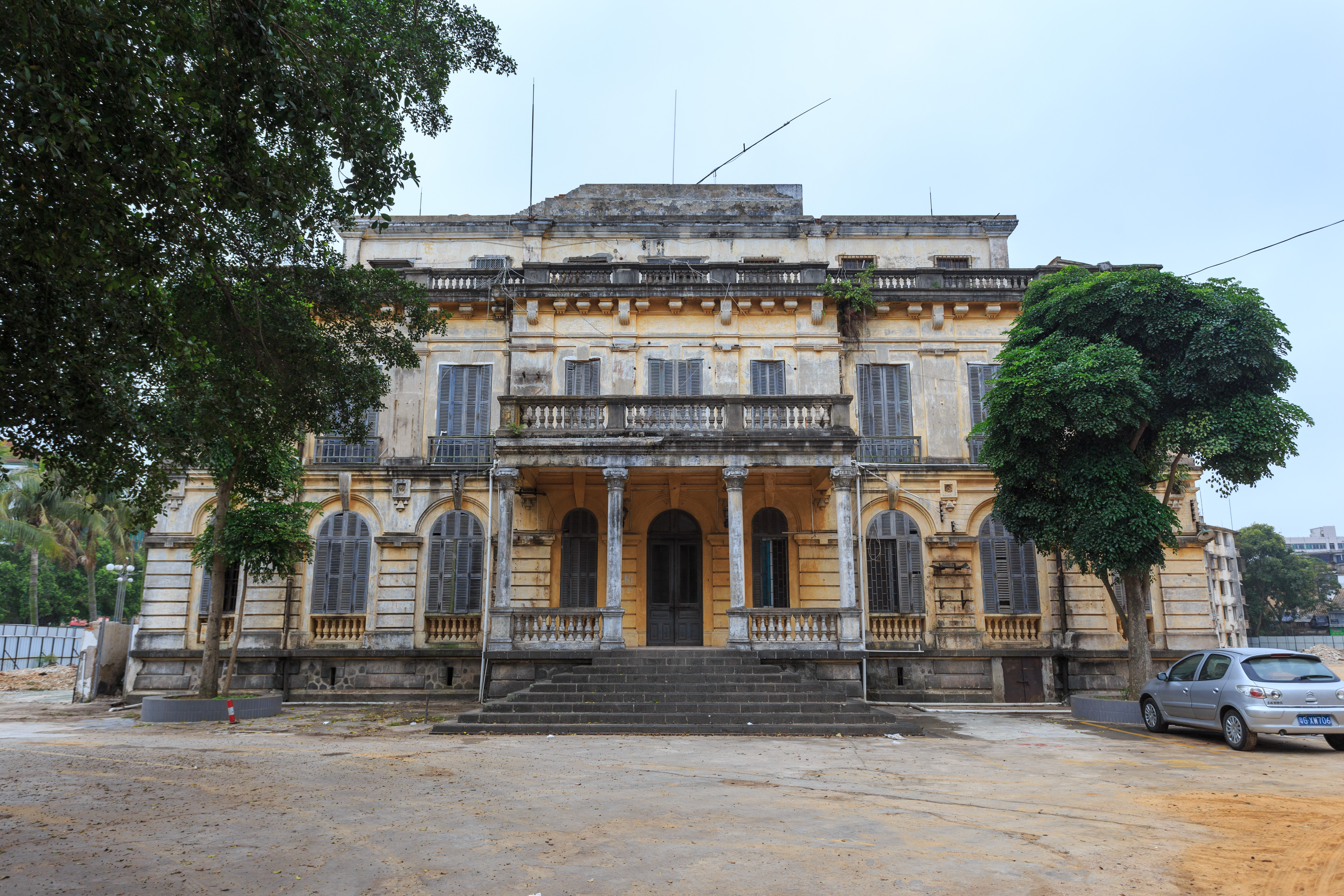
L'ancien Quartier général de l'Armée française à Kouang-Tchéou-Wan.

L'ancien Bureau du Commissaire français et l'ancien Quartier général de l'Armée française à Kouang-Tchéou-Wan, situés dans le centre urbain de la ville-préfecture Zhanjiang, au Sud-Ouest de la province de Guangdong en Chine, sont deux bâtiments construits après que l'Empire colonial français a établi le comptoir de Kouang-Tchéou-Wan, qui fit partie de la colonie de l'Indochine française. Ces bâtiments sont classés dans la liste des sites historiques et culturels majeurs protégés au niveau national en 2013.